# Der Held der westlichen Welt
Der Held der westlichen Welt (Originaltitel englisch: The Playboy of the Western World) ist ein Theaterstück von John Millington Synge. Es wurde am 26. Januar 1907 im Abbey Theatre in Dublin uraufgeführt.

## Handlung
Das Stück spielt Anfang des 19. Jahrhunderts im Wirtshaus des Michael James Flaherty an der Küste von Mayo, einer Grafschaft in Connacht im Nordwesten Irlands. Hier trifft Christy Mahon ein, ein junger Mann, der behauptet, seinen Vater getötet zu haben. Aus Verzweiflung hatte Christy seinen tyrannischen Vater geschlagen und war in panischer Angst geflohen, als der alte Mahon leblos liegen blieb. Nächtelang irrte er umher. Seine Geschichte, die er im Wirtshaus des Flaherty nur zögernd erzählt, reizt die Vorstellungskraft der Dorfbewohner. Solch ein „mutiger“ Mann war noch nie vorbeigekommen und „echte“ Männer gibt es kaum noch. Besonders Pegeen Mike, die Tochter des Wirts, zeigt sich an dem jungen Mann interessiert und möchte ihn erstmal als Schankburschen im Haus behalten, was ihrem Cousin Shawn überhaupt nicht gefällt. Er ist der einzige der Gäste, der in Christys Handeln eine Straf-, keine Heldentat sieht, doch findet seine Meinung kein Gehör.
Die Nachricht über das Erscheinen eines Mannes, der seinen Vater ermordet hat, verbreitet sich schnell und Christy sieht sich Anerkennung und Bewunderung mehrerer Dorfmädchen sowie der etwa dreißigjährigen Witwe Quin ausgesetzt, sehr zum Missfallen Pegeens. 

## Aufführung
Die auf einer wahren Begebenheit beruhende Tragikomödie wurde am 26. Januar 1907 im Dubliner Abbey Theatre uraufgeführt. Sie löste beim Publikum, das sich in seiner Ehre gekränkt sah, einen Theaterskandal aus. Zeugen berichten von stampfenden, buhrufenden Zuschauern, von betrunkenen Trinity-Studenten, die „God Save the Queen“, und Nationalisten auf der anderen Seite, die „God save Ireland“ und „A Nation once again“ grölten. Die Kämpfe spielten sich zunächst im Theatersaal, später auf den umliegenden Straßen ab und mussten von der Polizei beendet werden. Irische Nationalisten meinten, dass das Stück nicht politisch genug sei und durch seine unmoralische Sprache die Würde Irlands, insbesondere der irischen Frauen verletze. Die Darstellung des ländlichen katholisch-irischen Unterschichtmilieus wurde von irischen Nationalisten wie dem Sinn-Féin-Führer Arthur Griffith als Verhöhnung empfunden. Synge selber schrieb in dem 21. Januar 1907 datierten Vorwort der Buchausgabe hingegen, er habe in The Playboy of the Western World wie in seinen anderen Stücken nur ein oder zwei Worte verwendet, die er nicht in der Landbevölkerung Irlands oder schon in seiner eigenen Kinderstube gehört habe, noch bevor er Zeitung lesen konnte. Der Schirmherr des Theaters, William Butler Yeats, sah sich in der Folge veranlasst, eine Verteidigungsrede zur Freiheit des Theaters zu halten. Obwohl die Pressemeinung bald gegen die Kritiker war und die Proteste (bekannt geworden als die Playboy Riots) verebbten, war das Abbey Theatre erschüttert und Synges nächstes (und letztes vollendetes) Stück The Tinker’s Wedding (1908) wurde aus Furcht vor neuen Störungen nicht aufgeführt. Heute zählt das Stück zu den Klassikern der Anglo-Irischen Literatur und zeichnet sich besonders durch die Verwendung des hiberno-englischen Dialekts aus.

## Deutsche Übersetzungen
- Eine erste Übersetzung von Charles H. Fisher und Sil-Vara erschien 1912 unter dem Titel „Der Held des Westerlands“ bei Georg Müller in München.[3]
- Katrin Janecke und Günter Blöcker: „Der Gaukler von Mayo“ (1948)[4].
- Anna Elisabeth Wiede und Peter Hacks: „Der Held der westlichen Welt“
  - Das Ehepaar Wiede-Hacks kam 1955 nach Ost-Berlin und verfasste dort eine Übersetzung für Bertolt Brechts Berliner Ensemble. Die Erstaufführung fand am 11. Mai 1956 im Theater am Schiffbauerdamm statt. Regie führten Peter Palitzsch und Manfred Wekwerth.
  - Eine Studioaufzeichnung der Inszenierung von Piet Drescher am Städtischen Theater Karl-Marx-Stadt wurde 1978 im Fernsehen der DDR ausgestrahlt.
- Annemarie Böll und Heinrich Böll: „Ein wahrer Held“
  - Diese Übersetzung wurde am 11. März 1960 in den Kammerspielen am Ubierring der Bühnen der Stadt Köln unter der Regie von Maurits Balfoort mit Wolfgang Forester  und Ida Krottendorf uraufgeführt.[5] Sie ist deutlich einfacher gehalten, sehr geglättet und „normal“. Zur Übersetzung des Titels schrieb Böll: „Das Wort Playboy erwies sich als unübersetzbar; es hätte der Zusammensetzung vieler deutscher Wörter bedurft, um es auch nur annähernd zu übersetzen: Tändler, Schwätzer, Schürzenjäger, Nichtstuer, Schwindler, Angeber, Liebling, vieler Worte mehr, ein bisschen von jedem und in einem unmöglich zu bestimmenden Mischungsverhältnis; auch in den englischen Lexika, selbst in den dicksten, also genauesten, hat es nur geringen Raum, in den meisten gar keinen.“[6]
  - Der Sender Freies Berlin produzierte „Ein wahrer Held“ 1961 unter der Regie von Hans Lietzau mit Horst Frank als Christy Mahon und Carla Hagen als Pegeen.[7]
- Felix Mitterer: „Der Held aus dem Westen“. Uraufführung am 12. Februar 1999 im Theater der Jugend (Wien). Regie: Hans Escher.[8]

## Moritaten
Hanns Eisler vertonte folgende Moritaten aus dem Stück: Lied von den Helden Irlands, Moritat, Volksmoritat, Choral und Caitrin und John.

## Adaptionen (Film, Musical, Oper)
- Film: „The Playboy of the Western World“ wurde vielfach für Film und Fernsehen adaptiert.[9]
- Musical: „The Playboy of the Western World“ von Kate Hancock und Richard B. Evans wurde beim STAGES 2005 festival im Theatre Building Chicago uraufgeführt.[10]
- Oper: Giselher Klebes Oper in drei Akten Ein wahrer Held wurde am 18. Januar 1975 am Opernhaus Zürich uraufgeführt.[11] Jan Müller-Wielands komische Oper in drei Akten „Der Held der Westlichen Welt“ (Text nach der Übersetzung von Annemarie und Heinrich Böll) ist ein Auftragswerk der Oper Köln und wurde dort am 7. April 2006 uraufgeführt. Die Titelpartie des Christy Mahon sang die Sopranistin Claudia Rohrbach.[12]